# 参宿增十四
獵戶座38，又名BD+03 964，HD 36777、SAO 112904、HR 1872，是獵戶座的一颗恒星，视星等为5.36，位于銀經200.43，銀緯-15.27，其B1900.0坐标为赤經5h 29m 0.9s，赤緯+3° -15.27′ 55″。